# Bento Joaquim Sebastião Francisco Bento
Bento Joaquim Sebastião Francisco Bento, conhecido como Bento Bento, é um político angolano. Foi governador da província de Luanda.

## Biografia
Bento Joaquim Sebastião Francisco Bento foi o décimo oitavo governador de Luanda, nasceu em Camabatela, província do Cuanza Norte. Mudou-se muito cedo para Luanda e logo após a revolução do "25 de Abril", fez parte do  grupo de jovens que naquela altura  aderiu ao MPLA. Contava 16 anos de idade, e por tal  razão foi colocado na JMPLA, organização juvenil  onde cresceu politicamente  e chegou a ser  segundo secretario provincial de Luanda.  Antes de ai chegar, dirigiu  o departamento de organização da juventude  e chefiou a secção  de  re-enquadramento de jovens nos bairros de Luanda. É hoje identificado como o dinamizador  da estruturação da rede da JMPLA na zona da Samba, Curimba e Futungo. 
A relevância   que  desde muito cedo teve no aparelho partidário, é  refletida na sua  presença  em quatro congressos  consecutivos do MPLA. Foi ele a quem a data altura se pretendia  enviar para Hungria para exercer  as funções de Vice-Presidente do Fórum Mundial da Juventude Democrática (FMJD). O seu nome seria, porém,  vetado por cinco quadros da JMPLA que tinham a competência de o avaliar  e em seu lugar foi despachado  um outro responsável juvenil, Alfredo Júnior. 
Bento saiu da JMPLA, em finais dos anos oitenta para ser transferido para a sede central do partido, onde passou a responder pela divisão do DORGAN do Comitê Central. Em 1991, entrou  nas estruturas do executivo como assessor da extinta Secretaria de Estado  da Cultura. Seria depois indicado como delegado do Estado angolano junto da CUCA-BGI, com as funções  de Diretor-Geral adjunto desta mesma empresa.
Na  época do   afastamento de  João Lourenço, do cargo de  SG do MPLA,  Bento Francisco Bento que se encontrava como membro do Comitê Municipal do Sambizanga, teria sido sondado para revitalizar a província de  Luanda, em substituição do então primeiro Secretario Provincial do MPLA, Francisco Vieira Dias.  Nas vestes de “numero um”  do partido na capital do país, apoiou-se nos CAP-Comitê de Ação do Partido, transformando-os em  alavanca partidária. Recuperou a classe intelectual que se tinha  afastado do partido e  motivo-os  a exercer  militância nos CAP, no sentido de  valorizar as bases. Aproximou a classe empresarial ao MPLA. 
Revitalizou-se,  ele  próprio contanto com a assessoria de instrutores brasileiros que o municiariam com técnicas de liderança política. Passou a gozar da aceitação de José Eduardo dos Santos, e dentre os quadros políticos  da sua  geração é o dos que faz a retaguarda do presidente do MPLA quando se observa declínio da sua aceitação interna. Em Março, do corrente ano, foi com ele com quem JES contou e orientou a realização de ações de massas para atenuar as  ameaças de manifestações que apelavam ao derrube do Presidente da República.
Bento Francisco Bento foi exonerado da função de governador da província de Luanda em 15 de setembro, sendo substituído por Graciano Domingos.